# Communes de la ville métropolitaine de Cagliari
- Haut – A
- B
- C
- D
- E
- F
- G
- H
- I
- J
- K
- L
- M
- N
- O
- P
- Q
- R
- S
- T
- U
- V
- W
- X
- Y
- Z

## A
- Assemini

## C
- Cagliari
- Capoterra

## D
- Decimomannu

## E
- Elmas

## M
- Maracalagonis
- Monserrato

## P
- Pula

## Q
- Quartu Sant'Elena
- Quartucciu

## S
- Sarroch
- Selargius
- Sestu
- Settimo San Pietro
- Sinnai

## U
- Uta

## V
- Villa San Pietro